# Juncus texanus
Juncus texanus är en tågväxtart som först beskrevs av Georg George Engelmann, och fick sitt nu gällande namn av Frederick Vernon Coville. Juncus texanus ingår i släktet tåg, och familjen tågväxter. Inga underarter finns listade i Catalogue of Life.